# Johann Gottfried Auerbach
Johann Gottfried Auerbach (28. října 1697 Mühlhausen – 5. srpna 1753 Vídeň) byl rakouský malíř a leptař. Maloval především portréty a díla bojového žánru. Některá z jeho děl lze nalézt v Kunsthistorisches Museum. V roce 1735 byl císařem Karlem VI. jmenován císařským dvorním malířem. V roce 1750 se stal členem Akademie výtvarných umění.

## Život a dílo

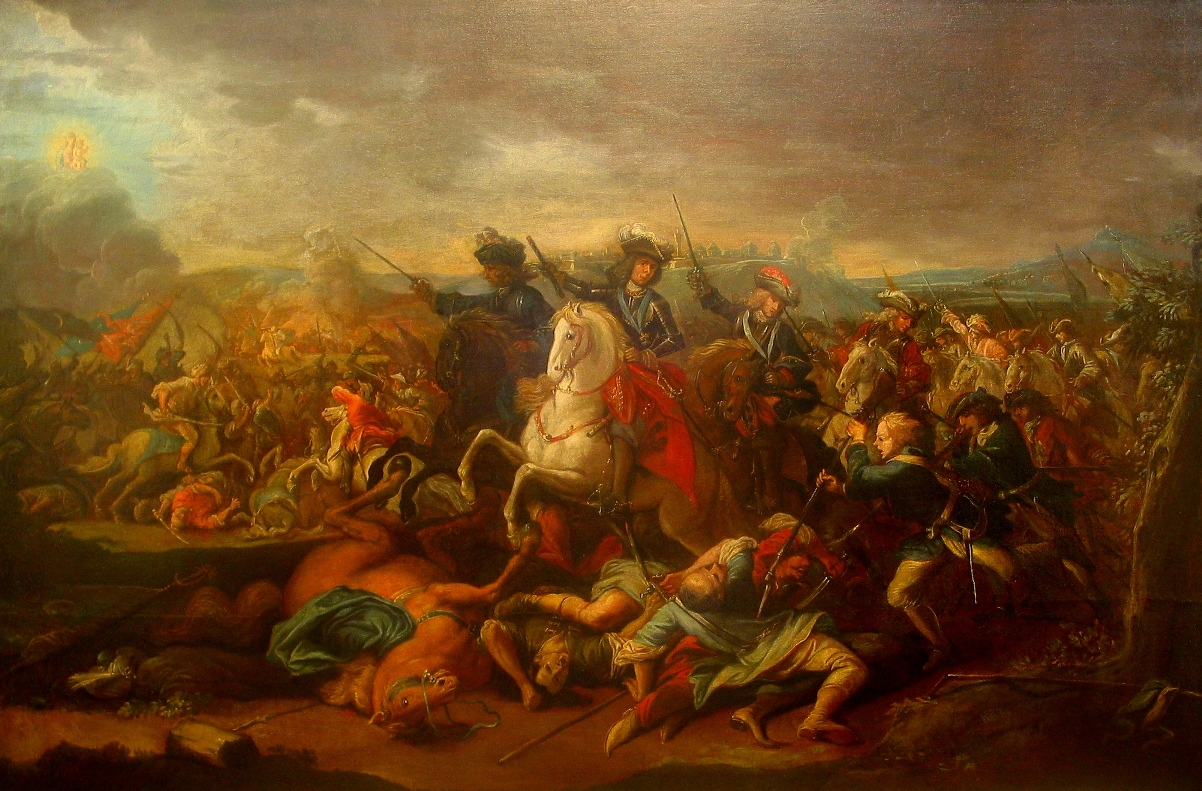
Princ Evžen Savojský v bitvě u Bělehradu

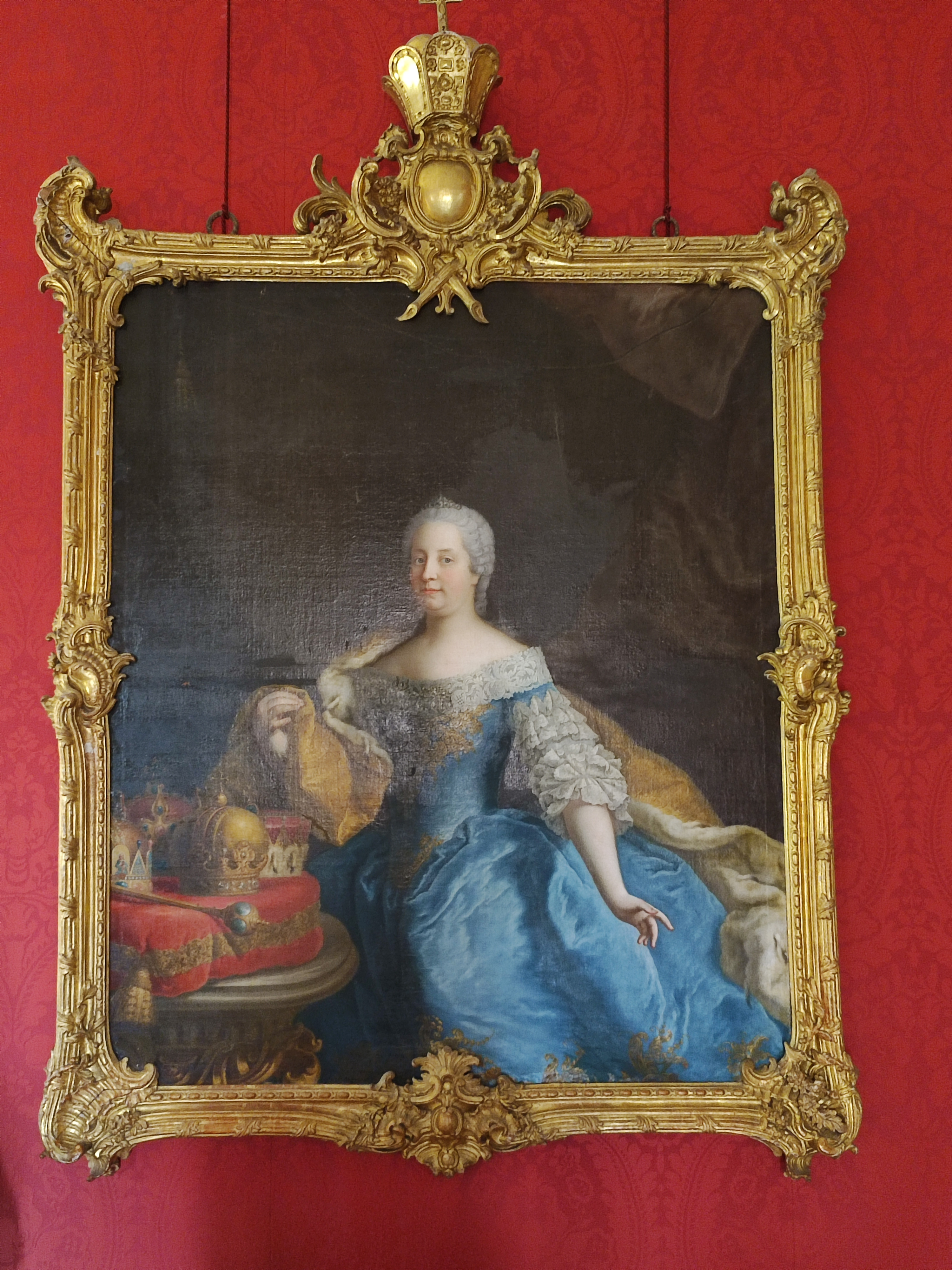
Portrét císařovny Marie Terezie, 1752, zámek Valtice

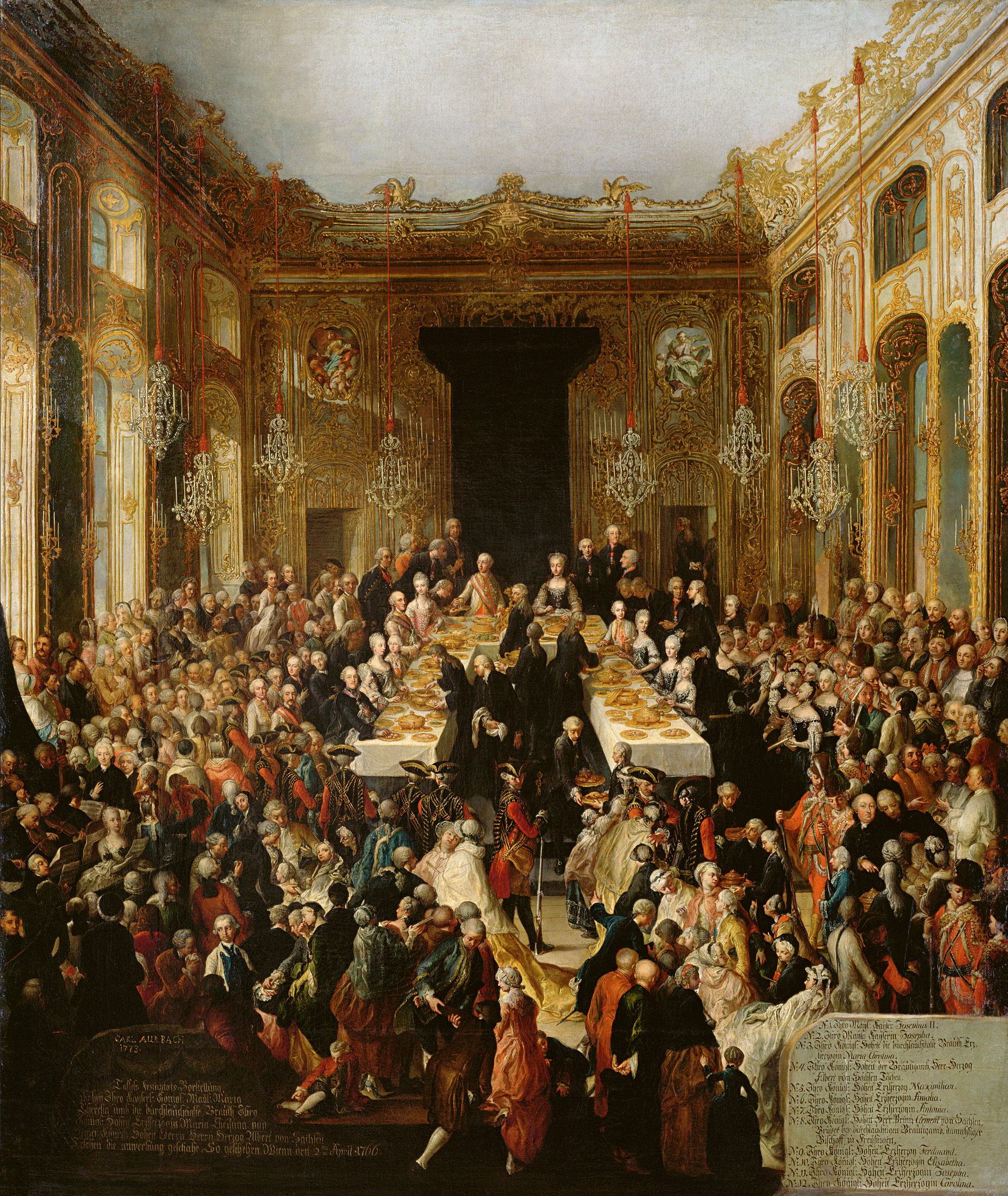
Banket k zasnoubení arcivévodkyně Marie Kristiny s princem Albertem Saským, 1761

V roce 1728 se objevil ve Vídni, kde postupně portrétoval několik představitelů šlechty vídeňského dvora, proslavil se dvěma jezdeckými portréty prince Evžena Savojského v boji s Turky a při bitvě u Bělehradu roku 1717. Na skupinovém portrétu Francesca Solimeny Gundakar z Althannu představuje císaři Karlovi VI. inventář císařských sbírek umění 
z roku 1723 maloval hlavy císaře a hraběte Althanna. Dále portrétoval například Aloise Tomáše z Harrachu, Bedřicha Karla Schönborna. Čtvrt století byl činný jako dvorní malíř rodiny císaře Karla VI. Habsburského a po něm císařovny Marie Terezie a Františka Štěpána Lotrinského. Roku 1750 byl přijat za člena Akademie výtvarných umění ve Vídni. 
Celkem namaloval asi čtyři desítky portrétů císaře, císařovny a jejich dětí. Mnohé z nich nejsou signované nebo jsou jen dílenskými replikami. Maloval také hostiny a bitevní scény. 
Jeho syn Johann Karl Auerbach (nar. 1722) se stal rovněž malířem, ale neproslavil se.

## Rakouské a německé sbírky
Je zastoupen v několika rakouských sbírkách ve Vídni: dvorní lóže zimní jízdárny v Hofburgu (jezdecký portrét císaře Karla VI. na němž koně maloval Johann Georg de Hamilton), Rakouská národní galerie, Uměleckohistorické muzeum, Vojenské muzeum v Arsenalu, ve farním kostele sv. Josefa ve vídeňské čtvrti Margareten vytvořil 4 oltářní obrazy křestních patronů císařské rodiny), dále v císařských sálech klášterů, zámků i paláců, v Německu například v ermitáži starého zámku v Bayreuthu nebo v biskupské rezidenci ve Würzburku.

## České sbírky
- Císař Karel VI. ve zbroji, namalovaný na lehkém plátně s atlasovou vazbou má na rubu cechovní znak s dvouocasým českým lvem na červeném štítu, protože sloužil  cechu pražských řezníků jako korouhev, která se nosila ve slavnostních průvodech. Je vystavena v expozici pražských řemesel na zámku ve Ctěnicích, patří do sbírky Muzea hl. m. Prahy.[2]
- Oficiální portrét Karla VI. (dílenská práce) je v Moravské galerii v Brně[3]
- Portrét neznámé šlechtičny, v obrazárně státního zámku v Duchcově[4]
- Protějškové portréty císařovny Marie Terezie a jejího manžela Františka Lotrinského v zámecké galerii ve Valticích
- Portrét císařovny Marie Terezie s puškou ozbrojeným dvouletým synkem Josefem II. z roku 1743 je v Tereziánském sále Břevnovského kláštera [5], a v dalších reprezentačních prostorech.